# Phloeomys cumingi
Phloeomys cumingi є вразливим видом гризунів родини Muridae, який зустрічається лише на півдні Лусона на Філіппінах.

## Морфологічна характеристика
Великий гризун із довжиною голови й тулуба від 397 до 438 мм, довжиною хвоста від 274 до 314 мм, довжиною стопи від 74 до 85 мм, довжиною вуха від 34 до 37 мм і вагою до 2,1 кг. Хутро довге і грубе. Верх темно-коричневий, іноді з червонуватими відблисками, вкритий довгими світлішими волосками, а черевні частини світліші. Морда коротка, очі порівняно невеликі. Вуха короткі і густо вкриті довгою шерстю на зовнішній поверхні. Лапи великі і широкі. Хвіст коротший за голову й тулуб і густо вкритий довгими чорними волосками.

## Поведінка
Це деревний і нічний вид. Будує гнізда в дуплах дерев. Іноді спускається на землю в пошуках їжі. Він харчується листям, квітами та сільськогосподарськими продуктами, такими як солодка картопля та чайот.